# Cumafós
Cumafós es un ectoparasiticida no-volátil, lipo-soluble organofosforado: mata insectos y garrapatas. Es conocido de los proveedores de baño de inmersión, usado en animales mayores y domésticos en el control de diversos insectos como pulgas (Ctenocephalides canis) y garrapatas.  También  se emplea en el control de Varroa en los panales.
En Australia, su registro fue cancelado Australian Pesticides and Veterinary Medicines Authority en junio de 2004 cuando el fabricante no pudo demostrar seguridad en el uso doméstico.